# Agrotis lytaea
Agrotis lytaea är en fjärilsart som beskrevs av Druce 1889. Agrotis lytaea ingår i släktet Agrotis och familjen nattflyn. Inga underarter finns listade i Catalogue of Life.